# Occupons Montréal

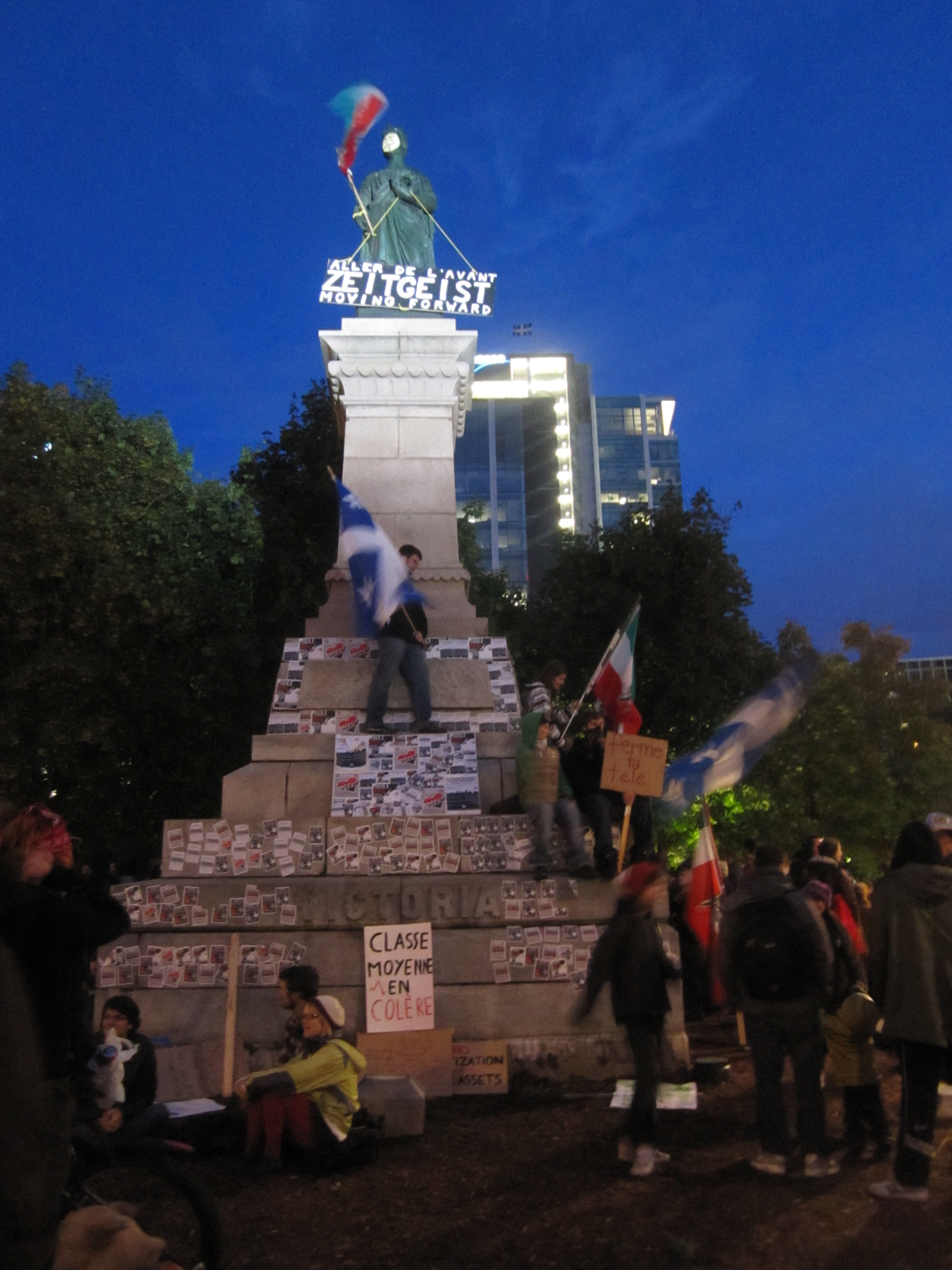
La statue de la reine Victoria a été « redécorée » lors du mouvement. La photo a été prise le soir du 15 octobre 2011.

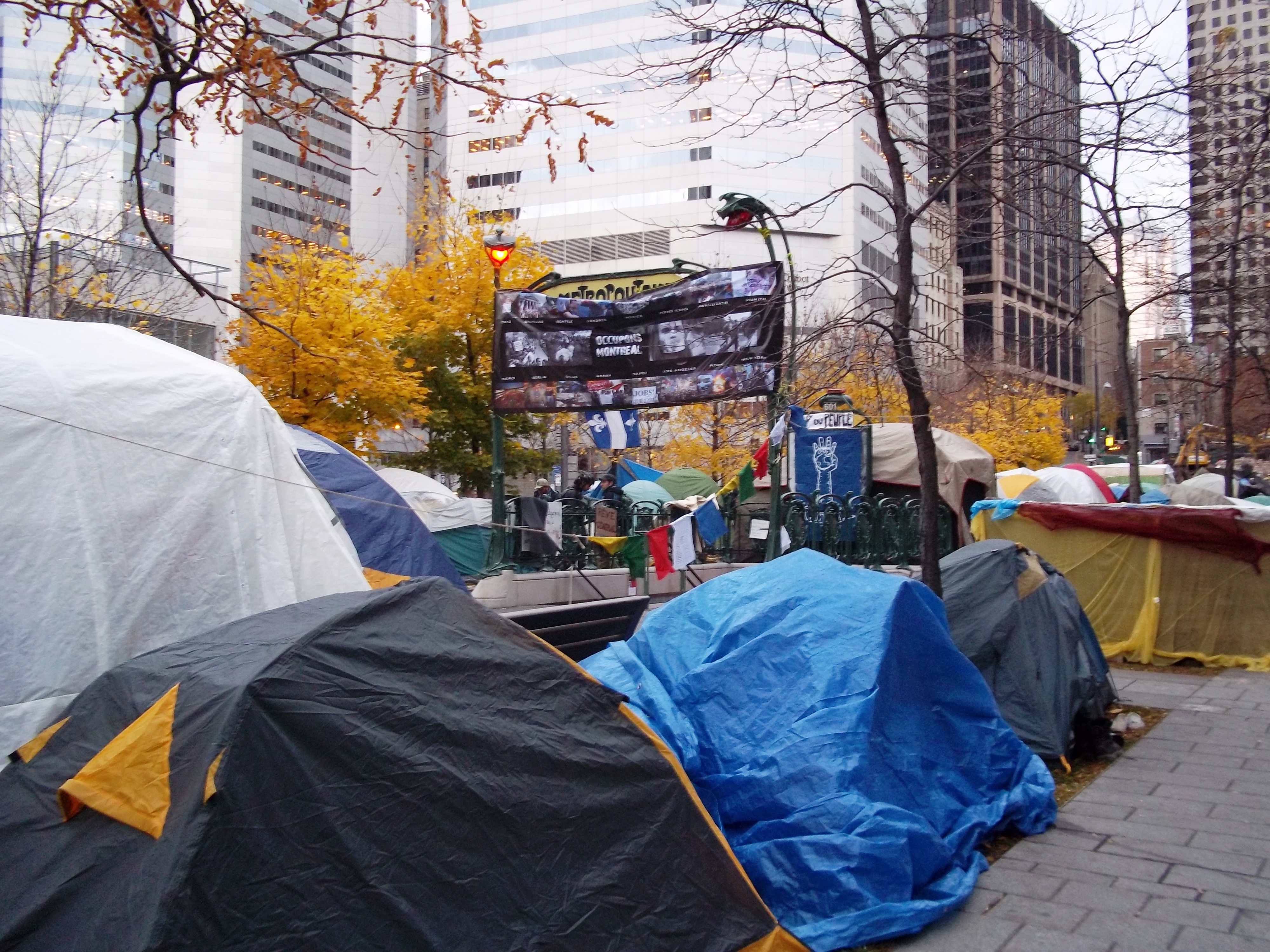
Occupons Montréal autour de l'entrée de métro Square Victoria.

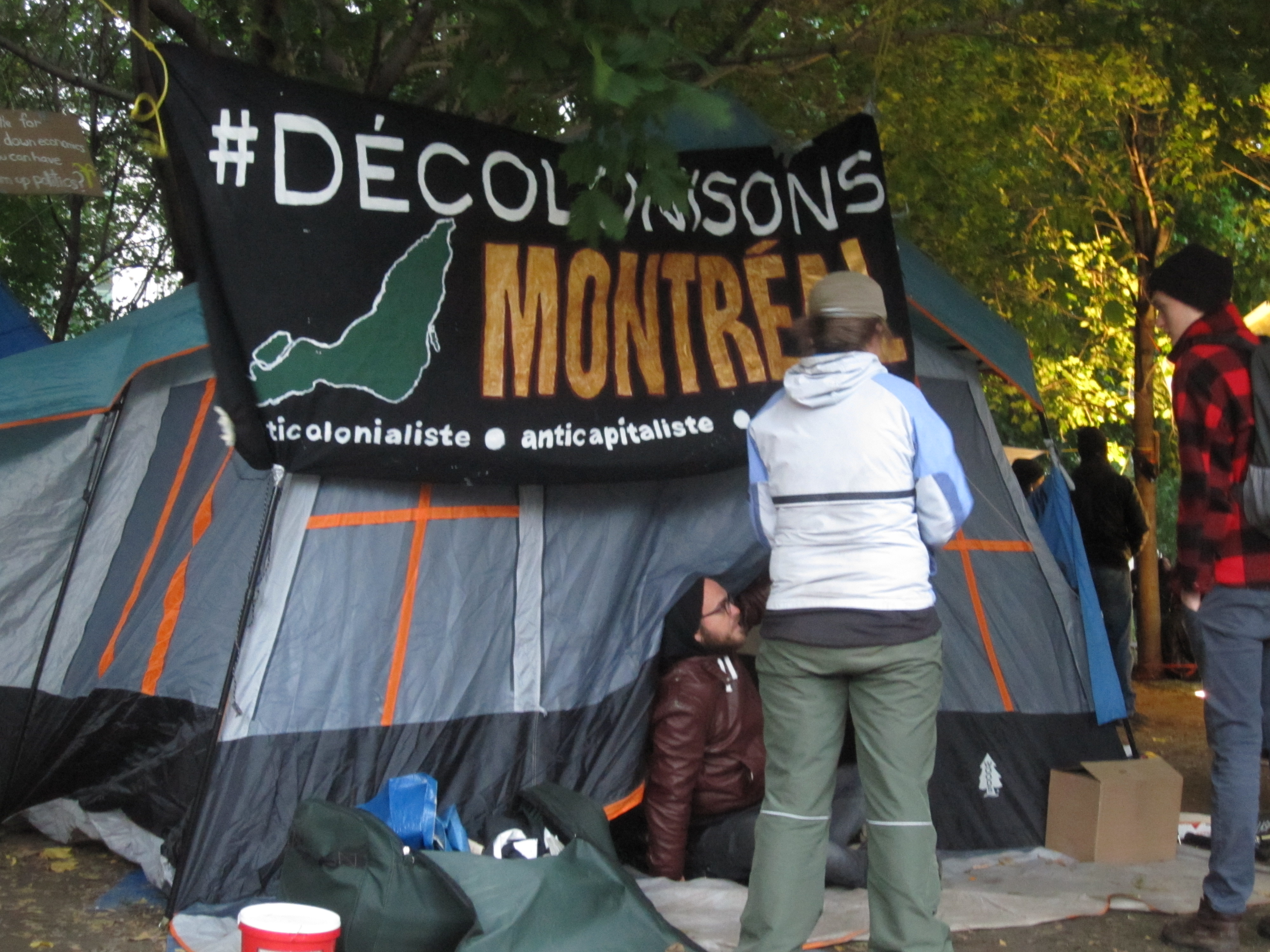
Occupons Montréal.

Occupons Montréal (Occupy Montreal en anglais) (OM) est un mouvement de contestation pacifique s'inscrivant dans la foulée du Occupy movement, internationalisé à la suite de l'occupation du parc Zuccotti à New York. 
Les « Indignés » de Montréal ont occupé le Square Victoria, rebaptisé « Place du Peuple » ou « Place des peuples » (selon les sources), en y campant du 15 octobre 2011 au 25 novembre 2011. Environ 3000 personnes y ont participé. 

## Revendication
Un manifeste a été lu sur place et diffusé sur Internet mais le mouvement, qui expose une situation d'inégalité économique et sociale, à la suite de nombreuses discussions en assemblée générale et dans les différents comités, ne traite pas de revendications ou de demandes à ceux qui sont à l'origine de la situation qu'il dénonce. 

## Chronologie

### Le début
Le mouvement fait suite à l'occupation originale de Occupy Wall Street à New York. Samedi 15 octobre 2011, plusieurs villes du Québec eurent des manifestations d'appui au mouvement. La durée de la plupart ne fut que de quelques heures mais celles de Québec et de Montréal instaurèrent des campements.
Le 15 octobre, plus de 1000 personnes (occupant debout l'entièreté du site) eurent leur première assemblée générale, sans micro avec une technique nouvelle de répétition de phrases courtes en vagues successives et de votes à main levée. Deux propositions furent déposées, votées à majorité : créer deux comités d'actions : individuelles et collectives. Une proposition fut rejetée : faire une marche pacifique dans la rue près l'assemblée. On préféra laisser libre cours à l'initiative spontanée et une petite marche pacifique eut effectivement lieu dans les rues avoisinantes.

### Couverture dans les médias
Le 13 novembre l'émission de télévision Tout le monde en parle accueillit 2 membres fondateurs du groupe (accompagné d'un autre membre d'Occupons Québec) venus faire entendre leur point de vue . De nombreux articles de journaux,,,,,, et de reportages télé ont été faits, mais plusieurs ont semé la consternation parmi les occupants. Deux revues montréalaises se sont intéressées aux Indignés et à Occupons Montréal : Possibles pour ses aspects politiques et Esse, pour ses aspects artistiques. À l'interne, des blogues d'occupant.e.s,, forum ou média  se sont progressivement constitués. Par la suite, le site d'archive [P(re)Occupations]  a été fondé  par d'anciens occupants pendant le Printemps étudiant en 2012.

### Relations avec les autorités
Alors que certaines villes ont décidé de déloger les campeurs, l'occupation du square est au départ tolérée par l'administration de Montréal, tant qu'il y a la paix et la sécurité. Le maire Gérald Tremblay affirmait en entrevue au journal Le Devoir : « La force de Montréal sur la scène internationale, ce sont nos valeurs: valeurs d’entraide, de solidarité, de respect, de confiance, de dignité humaine, de justice sociale et de paix. C’est dans la Charte montréalaise des droits et des responsabilités ».
Cependant, l'occupation du Square Victoria est aussi un lieu pour des sans-abris. Leur arrivée massive introduit dans le campement divers problèmes : consommation d'alcool et de drogue, tente transformée en piquerie, relations sexuelles, bagarres et menaces de mort.
Les indignés insistent que ceci est un reflet de la défaillance du système actuel.

### L'éviction
Un ordre d'éviction est émis le mercredi 23 novembre. Le matin du 25 novembre 2011, les campeurs sont expulsés par les policiers du SPVM dans une opération d'environ trois heures, où les cols bleus (employés manuels) de la ville de Montréal prêtent main-forte au nettoyage du site. Huit personnes sont arrêtées lors du démantèlement du campement.

### À la suite de l'éviction
À la suite de l'éviction du Square Victoria, une fraction du groupe original a ensuite occupé brièvement un pavillon situé dans le Parc du Mont-Royal . Puis, des employés municipaux  équipés de tronçonneuses ont commencé à couper des parties du plancher de bois du petit pavillon; la ville désirant rénover ce pavillon pour l'anniversaire de la mort de l'écrivain Mordechai Richler.

## Activités en 2012 et 2013
Les activités d'Occupons Montréal se poursuivent après l'éviction du Square Victoria grâce à la formation de comités locaux dans les différents arrondissements de la métropole montréalaise. Des activités comme Libérons la démocratie ou Occupons les fleurs (à l'occasion de la Saint-Valentin) sont ainsi organisées. Les membres se mobilisent également en appui aux manifestations et grève étudiantes contre la hausse des frais de scolarité et participent à l'activité Bloquons le Centre du commerce mondial le 16 février 2012. Organisée par la Coalition contre l'augmentation de la privatisation et de la tarification des services publics, l'activité s'est transformée en Bloquons la bourse pour protester contre les hausses de tarifs et de taxes instaurés par le gouvernement libéral de Jean Charest.  
À la suite d'un bilan organisé au printemps 2012 par le Comité de philosophie politique avec des membres actifs et d'anciens membres de l'occupation, on conclut qu'une nouvelle occupation permanente ne sera pas pertinente. On opte plutôt pour des occupations de journées, mobiles et temporaires pendant cette grève étudiante du «Printemps érable». De nombreux activistes d'Occupons Montréal organisent notamment plusieurs occupations de parcs (parc Lafontaine, parc Sir Georges-Étienne-Cartier, parc Beaubien) pendant l'été et l'automne 2012 et 2013. Des «Journées d'action populaires pour un printemps érable et global, 12M/15M/Jappel» sont organisées par des membres d'Occupons Montréal, des étudiants en grève et des militants altermondialistes les 12 et 13 mai 2012 à la Place du peuple et mobilisent une centaine de personnes. 
Lors d'une assemblée générale tenue le 25 février 2012, le mouvement se dote d'une Déclaration des engagements individuels et collectifs,. Le soir même, le mouvement organise une activité intitulée Occupons la Nuit blanche au cours de laquelle une trentaine de personnes installent à nouveau momentanément des tentes au Square Victoria.